# Francisco de Sandoval Acacitzin
Francisco de Sandoval Acacitzin (o Acaxitli) (... – 1554) tlatquic teuctli fu il tlatoani dell'altepetl di Itzcahuacan, Tlalmanalco, Chalco, dal 1521 fino alla sua morte avvenuta nel 1554.
Il nome cambia a seconda delle fonti e a volte è indicato come Juan de Sandoval.

## Biografia
Proveniente da Tlalmanalco, Acacitzin appoggiò, insieme ad altri giovani capi indigeni, Hernán Cortés durante l'assedio di Tenochtitlán, ottenendo come compenso la sua proclamazione a tlatquic teuctli di Tlalmanalco e il battesimo cattolico, con cui acquistò il suo nome completo Francisco de Sandoval Acacitzin. Un altro capo indigeno che partecipò all'azione e venne battezzato, ottenendo il titolo di teohua teuctli di Tlalmanalco, fu Don Hernando de Guzmán Omacatzin. I precedenti regnanti di Tlalmanalco, che nel 1519 avevano cercato di intrattenere buoni rapporti con Cortés offrendogli doni ed oro, erano morti a causa di un'epidemia che aveva colpito la regione.
Durante la rivolta dei Cicimechi (1541) Acacitzin combatté, con uomini provenienti da Chalco e Xochimilco, sotto le insegne del viceré spagnolo Antonio de Mendoza. È noto per aver fatto redigere, in lingua nahuatl, una cronaca della spedizione militare in Nuova Galizia. Il diario, redatto dal suo aiutante Gabriel de Castañeda, verrà poi tradotto in spagnolo un secolo dopo (1641), dall'interprete della Real Audiencia Pedro Vazquez. Durante la spedizione Acacitzin si ammalò gravemente, ma riuscì a sopravvivere, mentre i suoi uomini rimasero a combattere per tutta la durata l'operazione militare, al contrario di altri gruppi di nativi che l'avevano abbandonata disertando. La fedeltà agli spagnoli garantì ad Acacitzin ed al suo seguito particolari favori da parte di de Mendoza.